# Riccardo Villari
Riccardo Villari (Napoli, 15 marzo 1956) è un medico e politico italiano.
È stato deputato dal 2001 al 2008 e senatore dal 2008 al 2018.

## Biografia
Proveniente da una famiglia di medici, ha proseguito la tradizione laureandosi in medicina.

### Attività accademica
È medico e ricercatore universitario in Malattie infettive (s.s.d. MED/17) al Policlinico dell'Università Federico II di Napoli
Villari ha coordinato i lavori sulla vaccinazione anti epatite B in collaborazione con l'istituto Pasteur di Parigi, lavori diretti dal Prof. Marcello Piazza con la collaborazione del Prof.Picciotto.
- Piazza M, Picciotto L, Villari R, et al. Hepatitis B immunization with a reduced number of doses in newborn babies and children. Lancet 1985; i: 949-951.
- Piazza M, Picciotto L, Villari R, et al. Two doses hepatitis B immunization regimen for infants. Lancet 1985; ii: 1120-1121.

Tale studio ha favorito l'adozione di un regime di vaccinazione neonatale contro l'epatite B (Schema Piazza).

### Attività politica
Ha iniziato a fare politica alla fine degli anni '80, nell'entourage democristiano di Vincenzo Scotti.
Allo scoppio di Tangentopoli, entra a far parte della giunta di salute pubblica del Comune di Napoli, per soli tre mesi, come assessore alla Cultura.
Nel 1994 entra nel Partito Popolare Italiano di Rocco Buttiglione, seguendolo poi nei Cristiani Democratici Uniti.
Alle elezioni politiche del 1996 è candidato alla Camera dei Deputati, nella circoscrizione Campania 1, nel collegio uninominale nº2 (Napoli-Vomero) sostenuto dal Polo delle Libertà (in quota CDU), risultando sconfitto per poco più di 1.400 voti dal candidato de L'Ulivo Vincenzo Siniscalchi.
Secondo quanto raccontato da Mastella fu l'ex ministro a convincerlo a trasferirsi nell'UDEUR, nominandolo segretario regionale del partito.

#### Consigliere regionale della Campania
Alle elezioni regionali in Campania del 2000 viene eletto consigliere nelle liste dell'UDEUR (nella coalizione di centro-sinistra di Antonio Bassolino) in provincia di Napoli.

#### Elezione a deputato
Alle elezioni politiche del 2001 è ricandidato alla Camera dei Deputati, nella circoscrizione Campania 1, questa volta nel collegio uninominale di Pomigliano D'Arco sostenuto da L'Ulivo (in quota UDEUR), venendo eletto deputato della XIV Legislatura.
Nel 2002 i partiti fino ad allora federati, decisero di sciogliersi per costituire la Margherita-D.L. . I Democratici di Prodi, Rinnovamento di Dini, i Popolari di Bianco diedero vita al nuovo partito mentre Mastella decise di non proseguire e non sciolse l'Udeur. Villari e tra gli altri, Enzo Carra, Salvatore Cardinale, Agazio Loiero, rappresentarono un pezzo di Udeur che, diversamente da Mastella, confluì nella Margherita partecipandone alla fondazione.
Nel 2004 Villari si candidó alla carica di segretario regionale della Margherita in Campania contro Ciriaco De Mita; il congresso fu vinto dal leader irpino che in seguito lo propose senza successo come candidato sindaco di Napoli.
L'allora Segretario nazionale Rutelli lo nominò responsabile nazionale per il Mezzogiorno della Margherita e quindi componente dell'Esecutivo Nazionale.
Alle elezioni politiche del 2006 viene rieletto deputato, nella circoscrizione Campania 1, nelle liste de L'Ulivo.

#### Elezione a senatore

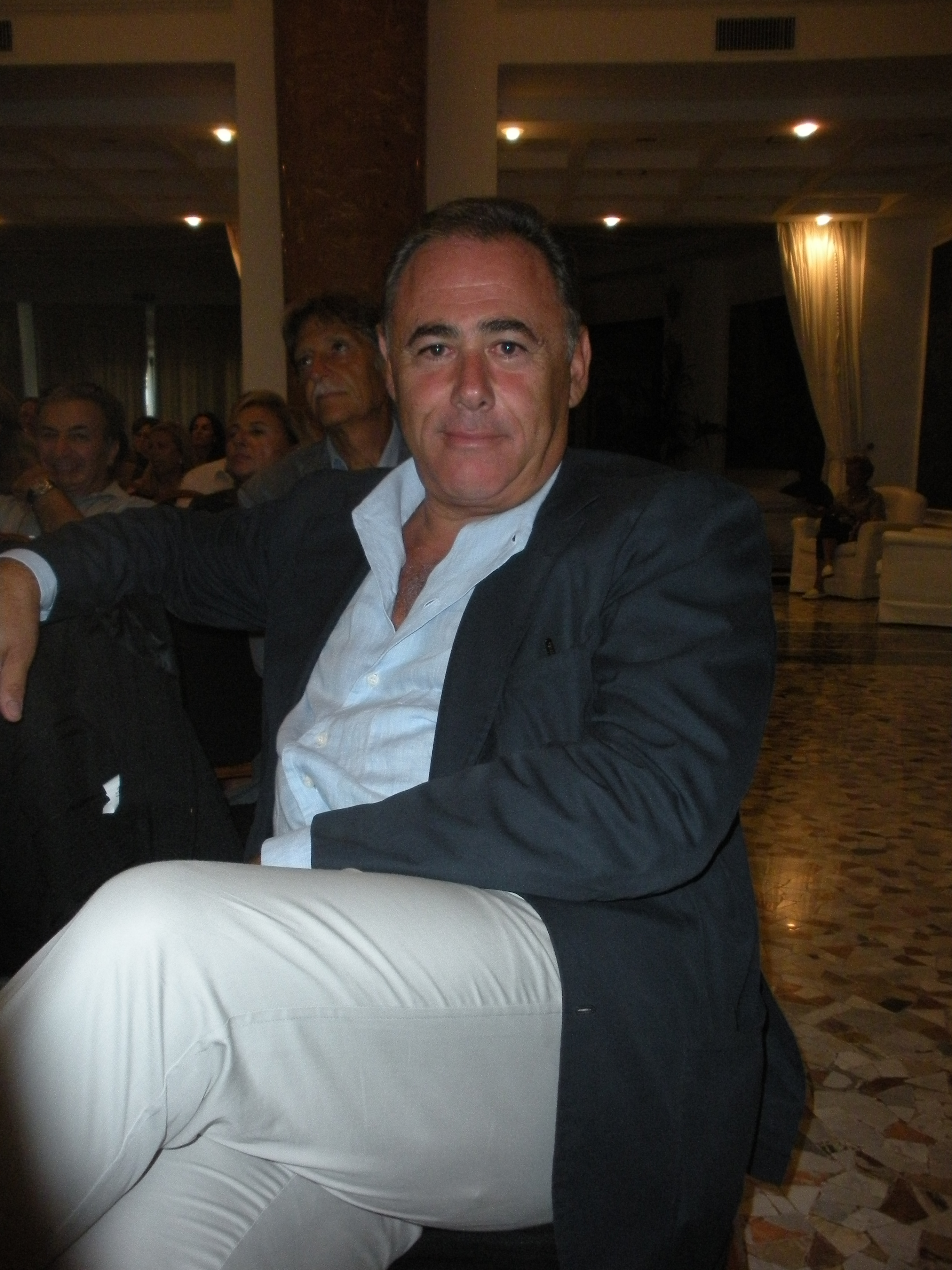
Riccardo Villari nel 2011

Alle elezioni politiche del 2008 viene invece eletto al Senato della Repubblica, in regione Campania, nelle liste del Partito Democratico.
Il 13 novembre del 2008 viene eletto con 23 voti presidente della Commissione di vigilanza Rai: le preferenze gli arrivano principalmente da esponenti del PdL, mentre l'opposizione (PD, IdV e UDC), a cui tradizionalmente tocca la scelta dell'incaricato, si era schierata con Leoluca Orlando con la sola eccezione di due votanti.
Non accettando di dare le dimissioni in seguito all'accordo raggiunto fra le due parti sul nome di Sergio Zavoli, viene espulso dal Partito Democratico; passo così al gruppo misto.
In seguito allo scioglimento della Commissione di Vigilanza RAI avvenuta il 21 gennaio 2009 da parte dei presidenti di Camera e Senato Fini e Schifani, Villari perde la presidenza della Vigilanza stessa.
Nel gennaio 2009 si iscrive a Radicali Italiani diventando una "doppia tessera" e, in quanto parlamentare, membro di diritto del Comitato Nazionale del Partito. Villari era già stato vicino ai Radicali, avendo avuto la tessera del Partito Radicale Transnazionale dal 2004.
In seguito all'espulsione dal PD aderisce al Movimento per le Autonomie di Raffaele Lombardo, che il 3 dicembre 2009 lo candida alla presidenza della Regione Campania, nell'ambito dell'elezione che si tiene nell'aprile successivo; in seguito però la candidatura salta, perché la sua nuova formazione politica decide infine di appoggiare la candidatura di Stefano Caldoro. Il 22 dicembre 2009 è nominato commissario regionale dell'MpA in Campania, carica da cui si dimette il 14 luglio 2010, in seguito alla sua uscita dal partito.
Il 2 marzo 2011 abbandona il gruppo misto e aderisce a Coesione Nazionale, gruppo parlamentare di centro-destra schierato a sostegno della maggioranza del governo Berlusconi.
Il 5 maggio 2011 viene nominato Sottosegretario al Ministero dei Beni Culturali del Governo Berlusconi IV. Dopo la decisione da parte della Lega Nord di voler aprire delle sedi di rappresentanza di alcuni Ministeri al Nord, Villari decide di aprire una sede di rappresentanza del Ministero dei Beni Culturali a Castel dell'Ovo a Napoli.
In qualità di Sottosegretario ai Beni Culturali con delega su Pompei contribuisce al l'approvazione del Grande Progetto che destina al sito archeologico 105 milioni di fondi europei la cui assegnazione sembrava compromessa. A tale positiva iniziativa del Governo Berlusconi il successivo Presidente del Consiglio Monti riconoscerà pubblicamente a Napoli la buona pratica giunta al traguardo positivamente.
Alle elezioni politiche del 2013 è rieletto al Senato della Repubblica, nelle liste del Popolo della Libertà.
Il 16 novembre 2013, con la sospensione delle attività del Popolo della Libertà, aderisce a Forza Italia..
Il 10 febbraio 2016 abbandona Forza Italia e si iscrive come indipendente al gruppo parlamentare "Grandi Autonomie e Libertà-Unione dei Democratici Cristiani e dei Democratici di Centro" .
Lascia il Parlamento nel 2018, non ricandidandosi più alle elezioni politiche del 4 marzo.